# Blinkende knopen
Blinkende knopen is het 209de stripverhaal van Jommeke. De reeks wordt getekend door striptekenaar Jef Nys.

## Verhaal
Op een dag is Teofiel zijn werk beu: steeds dat vervelende papierwerk! Hij neemt ontslag. Op zoek naar nieuw werk wordt hij direct aangenomen als agent. Maar tot verbazing van Teofiel worden Kwak en Boemel ook aangesteld als agent. Helaas voor Teofiel moet hij alsnog de politieadministratie doen, en geen buitendienst. Kwak en Boemel krijgen wel buitendienst. Maar wanneer Anatool te weten komt dat Kwak en Boemel agenten zijn, heeft Anatool meteen een plan om de beide agenten mee in de criminaliteit te sleuren om zo makkelijk veel geld te kunnen bemachtigen. Uiteindelijk mislukt het plan door Jommeke en eindigen ze alle drie in de gevangenis. Teofiel vindt het politiewerk maar niets en hij wil weer ander werk. Dan komt het voorstel van moeder Marie om huisman te worden terwijl zij bij het leger dienst zal nemen. Toch keert alles terug bij het oude.